# VinFast VF 9
Le Vinfast VF 9 est un SUV familial commercialisé par le constructeur automobile vietnamien VinFast à partir de 2021.

## Présentation
Le VF e36 est dévoilé en janvier 2021, et il est ensuite renommé par le constructeur VF 9.
Comme le plus petit VinFast VF 8, le VF 9 est commercialisé en septembre 2021 au Viêt Nam, avec les premières livraisons en février 2022. Le véhicule fait également partie de l'expansion mondiale de VinFast, à la mi-2022, il est mis en vente en Australie, en Europe et en Amérique du Nord.

## Caractéristiques techniques
Le VF e36 se caractérise par une silhouette massive d'une longueur de plus de 5,1 mètres avec une ligne de fenêtre à deux modules, ainsi que des bandes de phares étroites et des feux arrière composés d'un éclairage LED Matrix. Caractérisé par une transmission intégrale, le véhicule peut accueillir un maximum de 7 personnes sur trois rangées de sièges (une configuration 6 places est également proposée).
L'habitacle a conservé un design minimaliste, gagnant un écran tactile de 15,4 pouces affichant les indications du système multimédia, mais aussi l'ordinateur de bord et les informations du compteur de vitesse en raison de son intégration avec le tableau de bord.

### Motorisation et batterie
Le VF 9 est doté d'une batterie d'une capacité de 92 kWh ou 123 kWh au choix, alimentant la motorisation électrique de 408 ch, et autorisant une autonomie de respectivement 438 km et 594 km avec une seule charge.

## Finitions
Lors de son lancement en France en mai 2022, le VinFast VF9 propose deux niveaux de finition :
- Eco
- Plus